# 梅特·玛丽特王储妃
梅特·玛丽特王储妃（Kronprinsesse Mette-Marit av Noreg，1973年8月19日—），挪威哈康王储的妻子，名梅特·玛丽特·特赛姆·霍伊比（Mette-Marit Tjessem-Høiby），是玛丽特·特赛姆（Marit Tjessem）和斯温·奥拉夫·比阿特·霍伊比（Sven O. Høiby）夫妇最小的孩子，她有一个姐姐和两个哥哥。
梅特·玛丽特在1997年1月12日與生下马里乌斯·博格·赫伊比。馬里烏斯的父親為摩頓·博格（Morten Borg），但博格與梅特·玛丽特從來未發展過男女朋友或夫妻關係，而梅特·玛丽特亦因此而成為單親母親。雖然梅特·玛丽特在生下馬里烏斯後嫁入王室，但挪威王室並沒有承認馬里烏斯為王室成員，更沒有向其授予任何頭銜或封號。但王室網站談及馬里烏斯時，當局會使用「先生」為敬稱。。
梅特·玛丽特不久後結識哈康王储。兩者於2000年宣布訂婚，並於2001年8月25日在奥斯陆大教堂举行婚礼。婚后生下一女英格丽·亚莉珊德拉公主、一子塞维尔王子。
2012年，她獲得了BI挪威商學院行政管理碩士學位。

## 荣誉

### 挪威勋章奖章
- 聖奧拉夫大十字勳章附頸飾（英语：Order of St. Olav） [3]
- 哈拉爾五世王室勳章女爵士（英语：Royal Family Order of Harald V） [3]

### 外国勋章奖章
- 大象勋章（丹麦，2014年5月17日[4]）